# МАЗ-6317
МАЗ-6317 — белорусский полноприводный крупнотоннажный грузовой автомобиль повышенной проходимости, выпускаемый Минским автозаводом. Является моделью семейства второго поколения полноприводных автомобилей МАЗ.

## История
Разработан на базе экспериментального грузовика МАЗ-Э6310 во второй половине 1980-х годов по заданию Министерства обороны СССР. Первый образец был представлен в 1986 году. Модель была во многом унифицирована с серийными МАЗ-6422 (кабина 6422 и задние мосты) и МАЗ-5434 (передний мост, раздаточная коробка) В 1991 году машины были приняты на вооружение, однако в серию еще не пошли.
Производство начато в 1993 году.
Предсерийные автомашины (оснащённые двигателем ТМЗ-8424 производства Тутаевского моторного завода мощностью 425 л.с.) прошли испытания в различных климатических условиях и в 1996 году были предложены на продажу. В 1997 году один МАЗ-6317 участвовал во внедорожных автомобильных гонках "Мастер-ралли-97".
В 1998 году в вооружённые силы Белоруссии передали первые 12 шасси МАЗ-6317. После завершения заводских и полигонных испытаний, в 2001 году было принято решение о поставках МАЗ-6317 в вооружённые силы Белоруссии.
С начала 2000х годов на автомобили семейства МАЗ-6317 устанавливались двигатели ЯМЗ экологических норм Евро-2. 
В 2006 году было подписано соглашение о сборочном производстве грузовиков МАЗ в Азербайджане, с апреля 2007 года Гянджинский автомобильный завод начал выпуск МАЗ-6317-05 для вооружённых сил Азербайджана (под наименованием "Пехлеван").
В декабре 2007 года было подписано соглашение о сборочном производстве грузовиков МАЗ (в том числе, МАЗ-6317) в Венесуэле для вооружённых сил страны, началось строительство совместного предприятия "МАЗВен" в городе Баринас, однако начавшийся в 2008 году экономический кризис замедлил выполнение контракта.
В марте 2016 года было подписано соглашение о сборочном производстве грузовиков МАЗ-6317 в Черкассах, на дочернем предприятии корпорации "Богдан" «Автосборочный завод № 2» (под наименованием "Богдан-6317"). В дальнейшем, киевская компания ЗАО НПО «Практика» освоила изготовление бронированного варианта МАЗ-6317 (с бронированной кабиной собственной разработки и защитой кузова).
Начиная с 2015 года автомобили МАЗ-6317 снова прошли модернизацию: полностью перешли на двигатели экологических норм Евро-4; -5  - ЯМЗ-6585 мощностью 330...450 л.с.
В декабре 2016 года для вооружённых сил РФ был предложен разработанный Научно-техническим центром радиоэлектронной борьбы комплекс РЭБ «Репеллент» на базе МАЗ-6317.
Состоит на вооружении вооружённых сил Белоруссии, Азербайджана и других стран, а также используется пожарными службами и другими гражданскими организациями.
Линейка автомобилей МАЗ-6317 включает в себя модели:
- МАЗ-6317 — армейский бортовой
- МАЗ-6417 - тягач-лесовоз
- МАЗ-6425 — седельный тягач
- МАЗ-6517 — самосвал
- МАЗ-5316 — армейский двухосный (колёсная формула 4х4)

## Модификации
- МАЗ-63171 - шасси с двигателем ТМЗ-8421, 360 л.с.
- МАЗ-631705 - шасси и бортовой с двигателем ЯМЗ-238ДЕ2 Евро-2, 330 л.с.
- МАЗ-631708 - шасси с двигателем ЯМЗ-7511 Евро-2, 400 л.с.
- МАЗ-6425 - тягач с двигателем ТМЗ-8421, 360 л.с.
- МАЗ-6425 - тягач с двигателем ТМЗ-8424, 425 л.с.
- МАЗ-642505 - тягач с двигателем ЯМЗ-238ДЕ2 Евро-2, 330 л.с.
- МАЗ-642508 - тягач с двигателем ЯМЗ-7511 Евро-2, 400 л.с.
- МАЗ-65171 - самосвал с двигателем ТМЗ-8421, 360 л.с.
- МАЗ-651705 - самосвал с двигателем ЯМЗ-238ДЕ2 Евро-2, 330 л.с.
- МАЗ-651708 - самосвал с двигателем ЯМЗ-7511 Евро-2, 400 л.с.
- МАЗ-6317Х5 - шасси и бортовой с двигателем ЯМЗ-65853.10 Евро-4, 330 л.с.
- МАЗ-6317Х9 - шасси с двигателем ЯМЗ-6585.10 Евро-4, 420...450 л.с.
- МАЗ-6425Х5 - тягач с двигателем ЯМЗ-65852.10 Евро-4, 330...350 л.с.
- МАЗ-6425Х9 - тягач с двигателем ЯМЗ-6585.10 Евро-4, 450 л.с.
- МАЗ-6517Х5 - самосвал с двигателем ЯМЗ-65852.10 Евро-4, 330 л.с.
- МАЗ-6517Х9 - самосвал с двигателем ЯМЗ-6585.10 Евро-4, 450 л.с.

## Машины на базе

### Военные

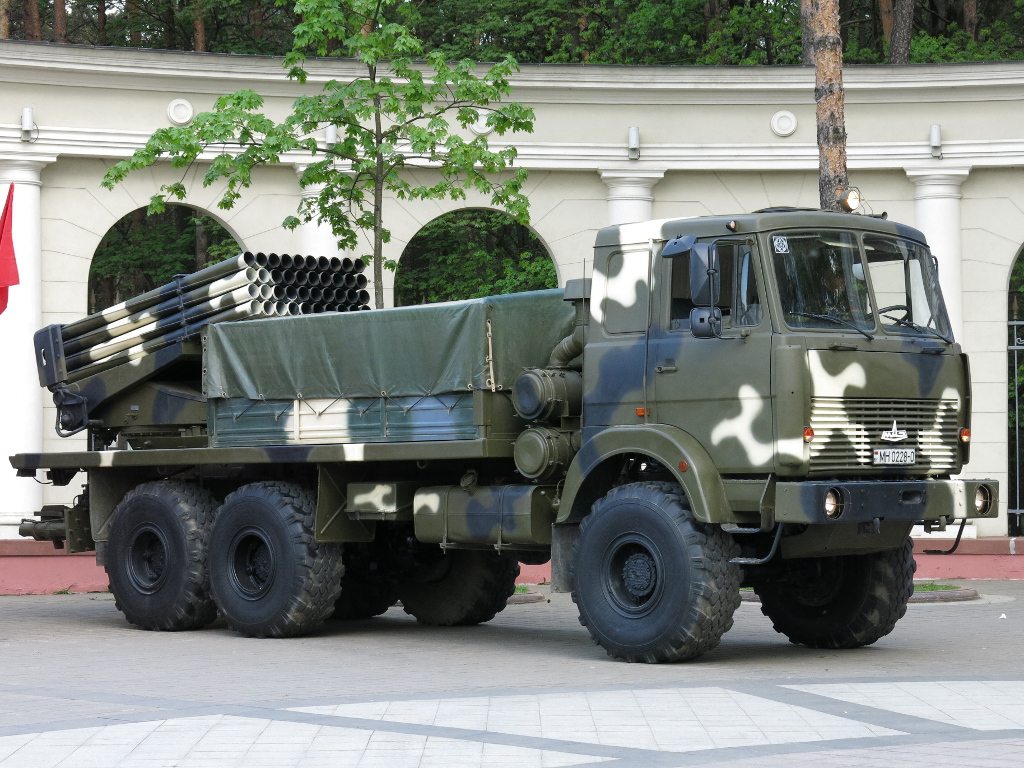
БМ-21А «БелГрад»

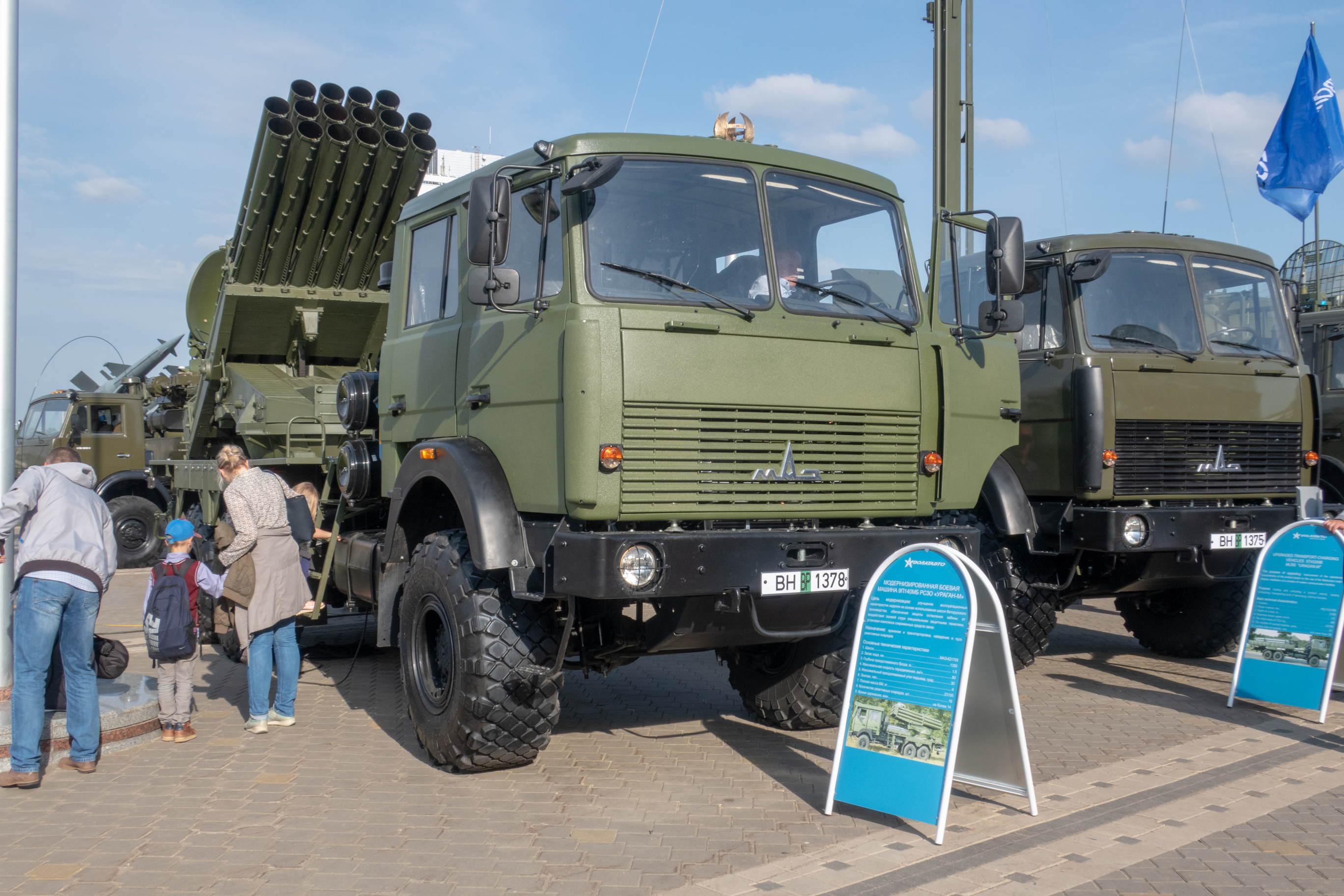
9П140МБ на базе МАЗ-6317-05 (17 мая 2019)

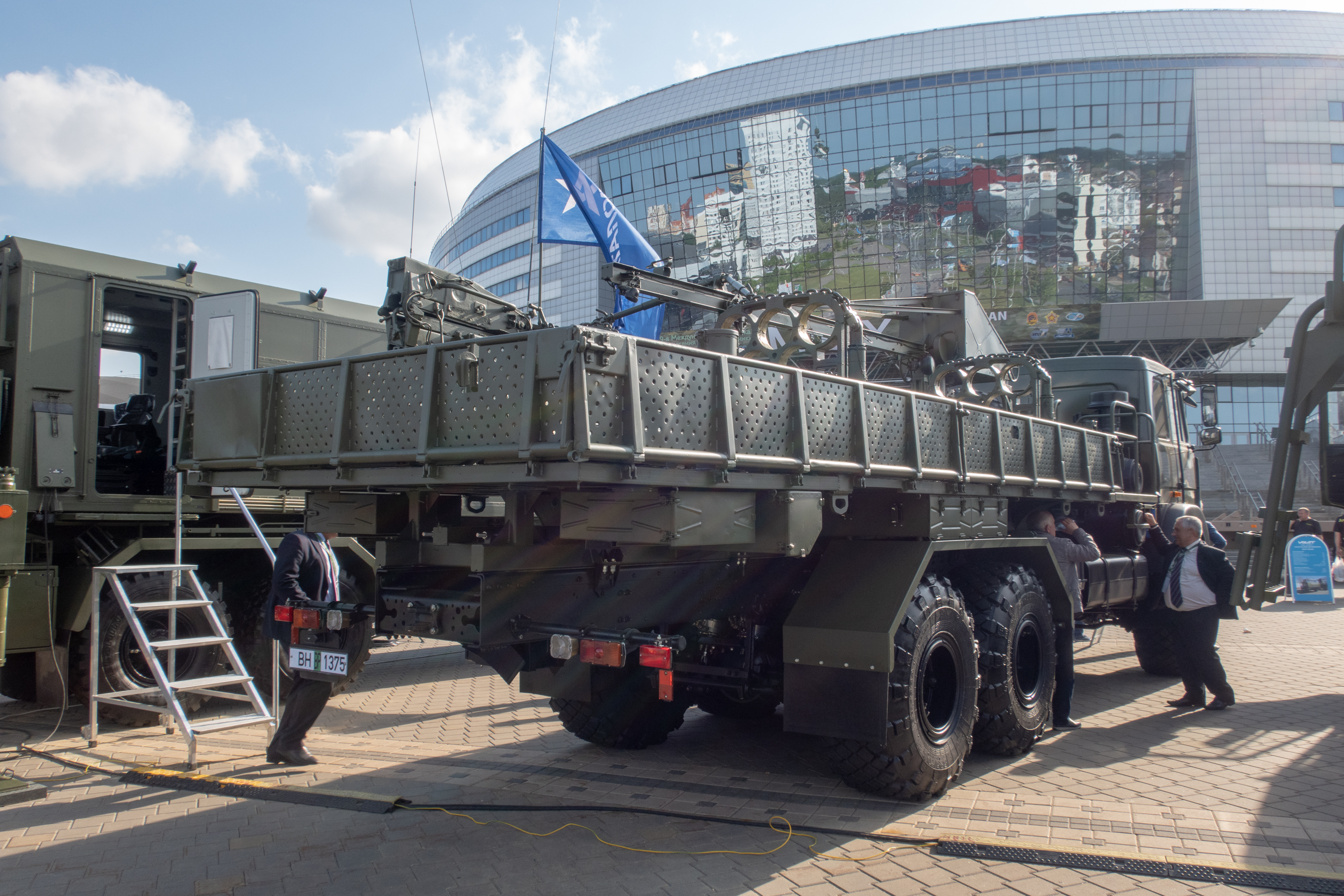
9Т452МБ (17 мая 2019)

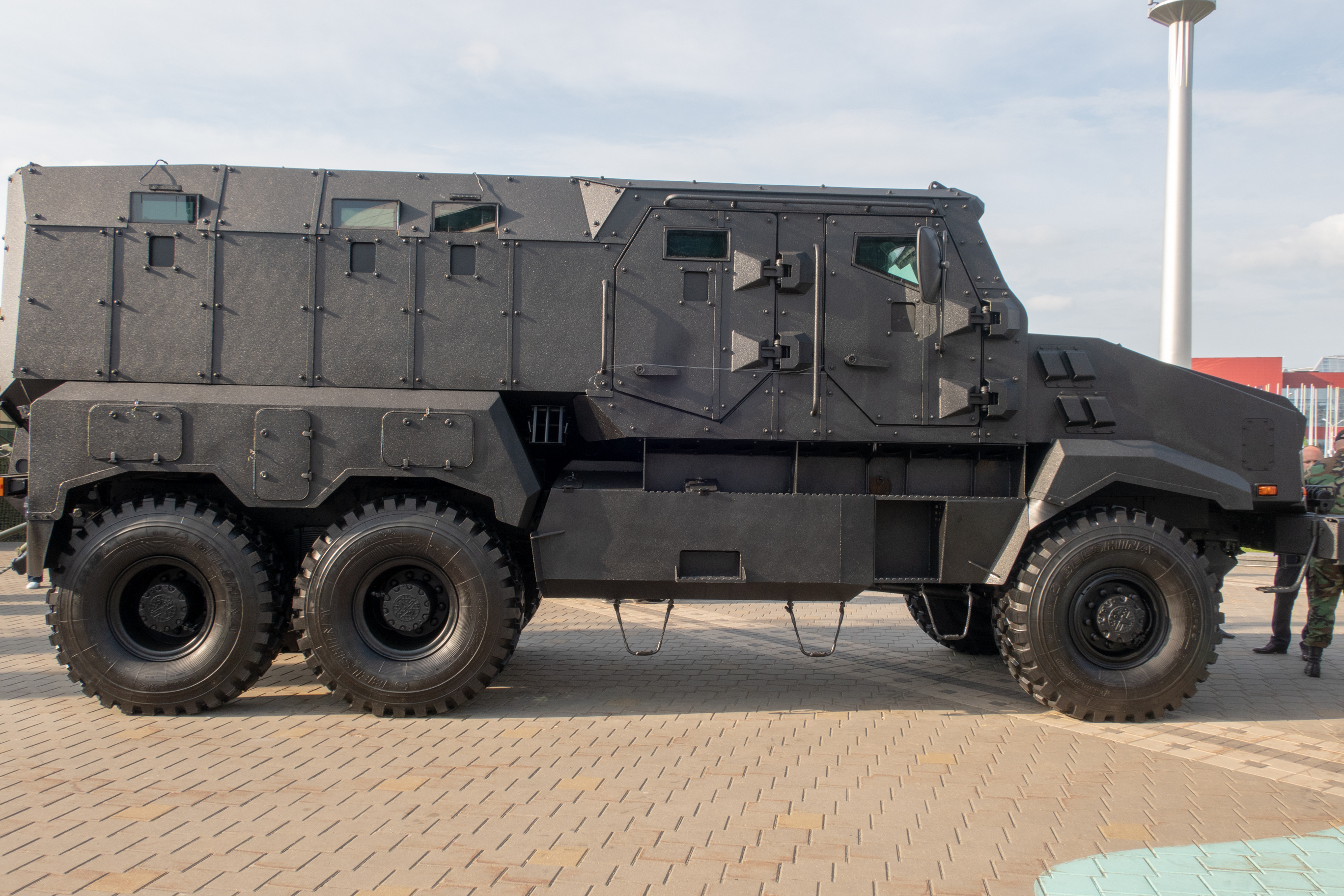
Бронеавтомобиль «Защитник» на шасси МАЗ-6317-08 (17 мая 2019)

- БМ-21А «БелГрад» - белорусская модификация БМ-21 «Град», артиллерийская часть которой перенесена с шасси Урал-375Д на шасси МАЗ-6317-05. «БелГрад» дооборудован гидравлическими упорами и может перевозить два боекомплекта вместо одного. Разработка была начата в 1997 году, на вооружение машина принята в 2001 году. К 2020 году было освоено производство направляющих[11].
- БМ-21Б «БелГрад-2» - модернизированный вариант БМ-21А «БелГрад» с новым механизмом горизонтирования и стабилизации, разработка которого была начата в мае 2020 года. Первый опытный образец был изготовлен 2566-м заводом по ремонту радиоэлектронного вооружения и в декабре 2020 года направлен на полевые испытания[12].
- командно-штабная машина "Редут" - МАЗ-6317-05 с фургоном-контейнером, в котором размещены пять автоматизированных рабочих мест и комплект радиооборудования. Демонстрационный образец представлен в сентябре 2014 года[13]
- 9П140МБ - белорусская модификация 220-мм РСЗО "Ураган" на базе МАЗ-6317-05 (демонстрационный образец был представлен 15 мая 2019 года на 9-й международной выставке вооружения и военной техники «MILEX-2019» в Минске)
- 9Т452МБ - транспортно-заряжающая машина для 220-мм РСЗО "Ураган" на базе МАЗ-6317-05 (демонстрационный образец был представлен на «MILEX-2019»)
- зенитный ракетный комплекс 9А33-2Б «Оса» - модернизированный вариант ЗРК «Оса-АКМ» на базе МАЗ-6317 с четырехдверной кабиной. 2566-й завод по ремонту радиоэлектронного вооружения начал разработку этой модели в 2017 году, в 2019 году демонстрационный образец был представлен на выставке МАКС-2019[14]
- «Репеллент» - комплекс радиоэлектронной борьбы для противодействия беспилотным летательным аппаратам с дальностью обнаружения малоразмерных БПЛА на дистанциях свыше 35 км. Мобильный вариант массой 20 тонн установлен на грузовик МАЗ-6317 с бронированным фургоном и телескопической радиомачтой[9]
- Р-414МБРП-А - аппаратная связи цифровой радиорелейной станции Р-414МБРП «Сосна-2» на базе автофургона МАЗ-6317.

### Гражданские
- АЦ 10,0-70 - пожарная автоцистерна на шасси МАЗ-6317 с объемом для воды 11.000 литров с двурядной кабиной[15] (представлена в 2014 году)